# Avro Ashton
Avro 706 Ashton je bilo štirimotorno eksperimentalno reaktivno potniško letalo, ki ga je zasnoval britanski Avro v 1950ih. Deloma ja zasnovan na podlagi propelerskega Avro Tudor. Projekt je bil eksperimentalne naprave in ni bil namenjen komercialni uporabi. 

## Specifikacije (Avro Ashton)
Podatki iz Jane's.
Splošne karakteristike
- Posadka: 5
- Dolžina: 89 ft 6,5 in (27,29 m)
- Razpon kril: 120 ft 0 in (36,58 m)
- Višina: 31 ft 3 in (9,53 m)
- Površina kril: 1421 ft² (132 m²)
- Maks. vzletna teža: 82000 lb (37195 kg)
- Pogon letala: 4 × Rolls-Royce Nene 6 turboreaktivni motor, 5000 lbf (22 kN) vsak

 Zmogljivost 
- Maks. hitrost: 439 mph (707 km/h)
- Doseg: 1725 milj (2776 km)
- Višina leta: 40500 ft (12344 m)
- Hitrost vzpenjanja: 2900 ft/min (884 m/min)